# Vincenzo Salvagnoli
Vincenzo Salvagnoli (Empoli, 28 marzo 1802 – Pisa, 21 marzo 1861) è stato un giurista e politico italiano.
Fu tra gli intellettuali che dettero vita al Gabinetto Vieusseux.

## Biografia
Laureatosi in Giurisprudenza all'Università di Pisa, divenne avvocato nel 1826. 
L'anno seguente si iscrisse all'Accademia dei Georgofili, perfezionando notevolmente con questa esperienza la sua già affinata ars oratoria.
Nel 1833, poiché veniva considerato un “liberale pericoloso” fu imprigionato nella Fortezza Vecchia di Livorno per un mese.
Subito dopo la scarcerazione ritornò a Firenze, dove riprese nuovamente la professione di avvocato che esercitò ininterrottamente fino al 1847. Nello stesso anno diede vita alla pubblicazione del periodico La Patria, di cui fu anche primo e unico direttore.
Vincenzo Salvagnoli intrattenne significativi rapporti epistolari con personaggi di spicco come Gino Capponi, Camillo Benso, conte di Cavour e Stendhal, conosciuto durante uno dei tanti suoi viaggi parigini.
Fu amico anche del giurista Giovanni Carmignani con cui intrattenne una relazione epistolare.
Salvagnoli fu indubbiamente uno dei personaggi di spicco del Risorgimento italiano. Il fratello minore Antonio Salvagnoli Marchetti lo seguì nell'attività politica.
Nel 1859 fu nominato ministro degli Affari Ecclesiastici in Toscana.
Il 12 marzo 1860 fu nominato senatore.
Morì a Pisa, il 21 marzo 1861, quattro giorni dopo la proclamazione del Regno d'Italia.
Riposa nel Camposanto monumentale della stessa città.

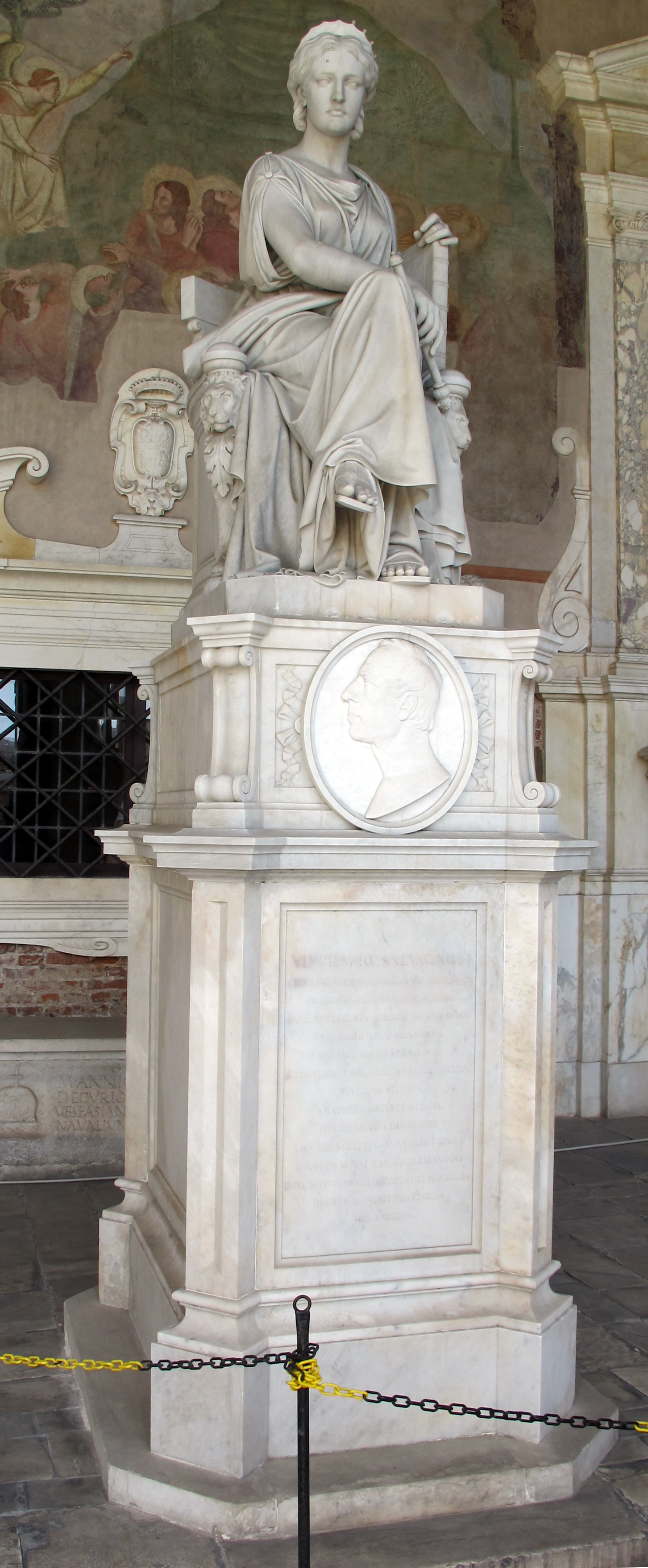
Il monumento nel Camposanto monumentale di Pisa

## Opere
- Elogio di Girolamo Poggi, 1838.
- Il presente e l'avvenire d'Italia, 1847.
- Poche osservazioni al discorso sullo stato politico della Toscana, 1847.
- Della indipendenza d'Italia. Discorso, 1859.
- Dei romanzi in Francia e del romanzo in particolare di M. Stendhal ‘Le Rouge et le Noir', 1832.